# Molteplici frontiere tra confini comunali italiani

## Introduzione
L'insieme dei confini comunali in Italia presenta diverse molteplici frontiere.
Nella seguente lista sono elencate 169 molteplici frontiere, di cui 167 quadruplici, 1 quintuplice e 1 ottuplice.

## Quadruplici frontiere tra territori comunali in Italia
Tutte le voci delle tabelle in questo paragrafo fanno riferimento a quadruplici frontiere tra territori comunali italiani.

### Quadruplici frontiere intercomunali
Le 119 quadruplici frontiere della seguente tabella si trovano al confine tra 4 comuni appartenenti alla stessa Provincia. 
| Comuni interessati dalla quadruplice frontiera | Comuni interessati dalla quadruplice frontiera | Comuni interessati dalla quadruplice frontiera | Comuni interessati dalla quadruplice frontiera | Coordinate                  | Provincia                    | Regione                      | Ripartizione Geografica |
| ---------------------------------------------- | ---------------------------------------------- | ---------------------------------------------- | ---------------------------------------------- | --------------------------- | ---------------------------- | ---------------------------- | ----------------------- |
| Zoagli                                         | Coreglia Ligure                                | San Colombano Certenoli                        | Rapallo                                        | 44°21′42.58″N 9°16′11.16″E  | Genova                       | Liguria                      | Nord-ovest              |
| Perinaldo                                      | Apricale                                       | Sanremo                                        | Bajardo                                        | 43°51′54.14″N 7°43′23″E     | Imperia                      | Liguria                      | Nord-ovest              |
| Osiglia                                        | Rialto                                         | Bormida                                        | Calizzano                                      | 44°14′38.92″N 8°11′50.94″E  | Savona                       | Liguria                      | Nord-ovest              |
| Pietra Ligure                                  | Loano                                          | Boissano                                       | Bardineto                                      | 44°10′38.67″N 8°11′15.96″E  | Savona                       | Liguria                      | Nord-ovest              |
| Bagnatica                                      | Calcinate                                      | Bolgare                                        | Costa di Mezzate                               | 45°38′23.97″N 9°47′22.02″E  | Bergamo                      | Lombardia                    | Nord-ovest              |
| Bagnatica                                      | Montello                                       | Costa di Mezzate                               | Albano Sant'Alessandro                         | 45°40′23.4″N 9°47′03.2″E    | Bergamo                      | Lombardia                    | Nord-ovest              |
| Bariano                                        | Pagazzano                                      | Morengo                                        | Caravaggio                                     | 45°31′26.48″N 9°41′15.86″E  | Bergamo                      | Lombardia                    | Nord-ovest              |
| Cornalba                                       | Vertova                                        | Gazzaniga                                      | Costa Serina                                   | 45°50′25.03″N 9°46′13.69″E  | Bergamo                      | Lombardia                    | Nord-ovest              |
| Fara Olivana con Sola                          | Bariano                                        | Fornovo San Giovanni                           | Romano di Lombardia                            | 45°29′57.62″N 9°43′33.13″E  | Bergamo                      | Lombardia                    | Nord-ovest              |
| Olmo al Brembo                                 | Piazzatorre                                    | Piazzolo                                       | Mezzoldo                                       | 45°59′16.11″N 9°40′14.73″E  | Bergamo                      | Lombardia                    | Nord-ovest              |
| Oltressenda Alta                               | Villa d'Ogna                                   | Rovetta                                        | Clusone                                        | 45°54′27.76″N 9°57′52.06″E  | Bergamo                      | Lombardia                    | Nord-ovest              |
| Paladina                                       | Almè                                           | Almenno San Bartolomeo                         | Almenno San Salvatore                          | 45°44′11.98″N 9°35′58.22″E  | Bergamo                      | Lombardia                    | Nord-ovest              |
| Romano di Lombardia                            | Morengo                                        | Martinengo                                     | Cologno al Serio                               | 45°33′01.93″N 9°44′05.58″E  | Bergamo                      | Lombardia                    | Nord-ovest              |
| Roncola                                        | Sant'Omobono Terme                             | Costa Valle Imagna                             | Bedulita                                       | 45°47′35.98″N 9°31′20.23″E  | Bergamo                      | Lombardia                    | Nord-ovest              |
| Cerveno                                        | Ceto                                           | Braone                                         | Losine                                         | 45°59′36.03″N 10°20′05.19″E | Brescia                      | Lombardia                    | Nord-ovest              |
| Temù                                           | Vione                                          | Ponte di Legno                                 | Vezza d'Oglio                                  | 46°18′59.88″N 10°26′27.12″E | Brescia                      | Lombardia                    | Nord-ovest              |
| Leno                                           | Bagnolo Mella                                  | Offlaga                                        | Manerbio                                       | 45°23′27.65″N 10°09′47.6″E  | Brescia                      | Lombardia                    | Nord-ovest              |
| Marmentino                                     | Collio                                         | Pertica Alta                                   | Pertica Bassa                                  | 45°47′15.69″N 10°20′14.85″E | Brescia                      | Lombardia                    | Nord-ovest              |
| Colonno                                        | Ponna                                          | Sala Comacina                                  | Tremezzina                                     | 45°59′16.21″N 9°07′58.93″E  | Como                         | Lombardia                    | Nord-ovest              |
| Lezzeno                                        | Bellagio                                       | Veleso                                         | Zelbio                                         | 45°54′56.15″N 9°12′34.27″E  | Como                         | Lombardia                    | Nord-ovest              |
| Oltrona di San Mamette                         | Lurate Caccivio                                | Olgiate Comasco                                | Beregazzo con Figliaro                         | 45°45′43.92″N 8°58′10.91″E  | Como                         | Lombardia                    | Nord-ovest              |
| Casalbuttano ed Uniti                          | Castelverde                                    | Pozzaglio ed Uniti                             | Olmeneta                                       | 45°13′53.14″N 10°00′14.2″E  | Cremona                      | Lombardia                    | Nord-ovest              |
| Palazzo Pignano                                | Bagnolo Cremasco                               | Trescore Cremasco                              | Vaiano Cremasco                                | 45°23′18.95″N 9°36′06.37″E  | Cremona                      | Lombardia                    | Nord-ovest              |
| Lodi Vecchio                                   | Pieve Fissiraga                                | Cornegliano Laudense                           | Lodi                                           | 45°17′23.7″N 9°27′18.64″E   | Lodi                         | Lombardia                    | Nord-ovest              |
| Cavriana                                       | Guidizzolo                                     | Medole                                         | Solferino                                      | 45°20′32.56″N 10°33′25.48″E | Mantova                      | Lombardia                    | Nord-ovest              |
| Colturano                                      | Mediglia                                       | Dresano                                        | Tribiano                                       | 45°23′11.27″N 9°21′51.19″E  | Milano                       | Lombardia                    | Nord-ovest              |
| Cuggiono                                       | Inveruno                                       | Buscate                                        | Arconate                                       | 45°31′38.04″N 8°48′56.38″E  | Milano                       | Lombardia                    | Nord-ovest              |
| Corvino San Quirico                            | Oliva Gessi                                    | Casteggio                                      | Calvignano                                     | 45°00′01.74″N 9°09′55.15″E  | Pavia                        | Lombardia                    | Nord-ovest              |
| Zavattarello                                   | Menconico                                      | Varzi                                          | Romagnese                                      | 44°49′29.76″N 9°17′12.08″E  | Pavia                        | Lombardia                    | Nord-ovest              |
| Albosaggia                                     | Caiolo                                         | Sondrio                                        | Castione Andevenno                             | 46°09′35.01″N 9°49′43.82″E  | Sondrio                      | Lombardia                    | Nord-ovest              |
| Albosaggia                                     | Montagna in Valtellina                         | Faedo Valtellino                               | Sondrio                                        | 46°09′47.18″N 9°53′51.9″E   | Sondrio                      | Lombardia                    | Nord-ovest              |
| Cedrasco                                       | Postalesio                                     | Fusine                                         | Berbenno di Valtellina                         | 46°09′26.27″N 9°45′55.92″E  | Sondrio                      | Lombardia                    | Nord-ovest              |
| Barasso                                        | Castello Cabiaglio                             | Cuvio                                          | Comerio                                        | 45°52′11.39″N 8°45′13.77″E  | Varese                       | Lombardia                    | Nord-ovest              |
| Cremenaga                                      | Cadegliano-Viconago                            | Cugliate-Fabiasco                              | Montegrino Valtravaglia                        | 45°58′03.36″N 8°48′09.96″E  | Varese                       | Lombardia                    | Nord-ovest              |
| Gavirate                                       | Cazzago Brabbia                                | Varese                                         | Biandronno                                     | 45°48′41.32″N 8°44′23.81″E  | Varese                       | Lombardia                    | Nord-ovest              |
| Gornate Olona                                  | Morazzone                                      | Caronno Varesino                               | Castiglione Olona                              | 45°45′01.12″N 8°50′49.63″E  | Varese                       | Lombardia                    | Nord-ovest              |
| Leggiuno                                       | Besozzo                                        | Sangiano                                       | Caravate                                       | 45°52′01.33″N 8°38′16.56″E  | Varese                       | Lombardia                    | Nord-ovest              |
| Vergiate                                       | Varano Borghi                                  | Mercallo                                       | Comabbio                                       | 45°45′41.9″N 8°41′29.09″E   | Varese                       | Lombardia                    | Nord-ovest              |
| Grana monferrato                               | Grazzano Badoglio                              | Penango                                        | Moncalvo                                       | 45°01′01.71″N 8°17′31.25″E  | Asti                         | Piemonte                     | Nord-ovest              |
| Refrancore                                     | Castello di Annone                             | Asti                                           | Castagnole Monferrato                          | 44°55′12.32″N 8°18′04.85″E  | Asti                         | Piemonte                     | Nord-ovest              |
| Viale                                          | Soglio                                         | Piea                                           | Cortanze                                       | 45°00′22.89″N 8°04′13.54″E  | Asti                         | Piemonte                     | Nord-ovest              |
| Callabiana                                     | Vallanzengo                                    | Camandona                                      | Piatto                                         | 45°39′35.39″N 8°04′13.02″E  | Biella                       | Piemonte                     | Nord-ovest              |
| Benna                                          | Cossato                                        | Mottalciata                                    | Massazza                                       | 45°30′35.39″N 8°10′16.37″E  | Biella                       | Piemonte                     | Nord-ovest              |
| Martiniana Po                                  | Revello                                        | Rifreddo                                       | Gambasca                                       | 44°38′13.79″N 7°21′35.04″E  | Cuneo                        | Piemonte                     | Nord-ovest              |
| Villanova Mondovì                              | Chiusa di Pesio                                | Pianfei                                        | Roccaforte Mondovì                             | 44°19′38.13″N 7°42′56.46″E  | Cuneo                        | Piemonte                     | Nord-ovest              |
| Cambiano                                       | Chieri                                         | Pino Torinese                                  | Pecetto Torinese                               | 45°00′41.43″N 7°46′32.29″E  | Torino                       | Piemonte                     | Nord-ovest              |
| Castagnole Piemonte                            | Scalenghe                                      | Virle Piemonte                                 | Cercenasco                                     | 44°52′36.45″N 7°32′43.47″E  | Torino                       | Piemonte                     | Nord-ovest              |
| Forno Canavese                                 | Sparone                                        | Corio                                          | Pratiglione                                    | 45°22′18.5″N 7°31′49.92″E   | Torino                       | Piemonte                     | Nord-ovest              |
| Oulx                                           | Pragelato                                      | Sauze d'Oulx                                   | Sestriere                                      | 44°59′35.88″N 6°52′15.68″E  | Torino                       | Piemonte                     | Nord-ovest              |
| Palazzo Canavese                               | Bollengo                                       | Albiano d'Ivrea                                | Azeglio                                        | 45°26′49.66″N 7°58′07.6″E   | Torino                       | Piemonte                     | Nord-ovest              |
| Perosa Canavese                                | Colleretto Giacosa                             | Pavone Canavese                                | San Martino Canavese                           | 45°24′56.71″N 7°49′18.4″E   | Torino                       | Piemonte                     | Nord-ovest              |
| Ronco Canavese                                 | Ingria                                         | Sparone                                        | Pont Canavese                                  | 45°27′33.9″N 7°32′29.44″E   | Torino                       | Piemonte                     | Nord-ovest              |
| San Carlo Canavese                             | Barbania                                       | Vauda Canavese                                 | Rocca Canavese                                 | 45°16′57.26″N 7°35′11.28″E  | Torino                       | Piemonte                     | Nord-ovest              |
| Torgnon                                        | Antey-Saint-André                              | Saint-Denis                                    | Châtillon                                      | 45°45′54.75″N 7°35′56.82″E  | Valle d'Aosta/Vallée d'Aoste | Valle d'Aosta/Vallée d'Aoste | Nord-ovest              |
| Bomporto                                       | Camposanto                                     | Medolla                                        | San Prospero                                   | 44°48′24.45″N 11°05′11.96″E | Modena                       | Emilia-Romagna               | Nord-est                |
| Alta Val Tidone                                | Piozzano                                       | Travo                                          | Bobbio                                         | 44°51′26.52″N 9°26′55.67″E  | Piacenza                     | Emilia-Romagna               | Nord-est                |
| Gradisca d'Isonzo                              | Mariano del Friuli                             | Moraro                                         | Farra d'Isonzo                                 | 45°54′57.9″N 13°30′03.9″E   | Gorizia                      | Friuli-Venezia Giulia        | Nord-est                |
| Clauzetto                                      | Vito d'Asio                                    | Castelnovo del Friuli                          | Pinzano al Tagliamento                         | 46°12′32.91″N 12°55′22.97″E | Pordenone                    | Friuli-Venezia Giulia        | Nord-est                |
| Porcia                                         | Pordenone                                      | Prata di Pordenone                             | Pasiano di Pordenone                           | 45°54′20.76″N 12°36′38.46″E | Pordenone                    | Friuli-Venezia Giulia        | Nord-est                |
| Cassacco                                       | Colloredo di Monte Albano                      | Treppo Grande                                  | Tricesimo                                      | 46°09′37.12″N 13°09′32.34″E | Udine                        | Friuli-Venezia Giulia        | Nord-est                |
| Forgaria nel Friuli                            | Osoppo                                         | San Daniele del Friuli                         | Majano                                         | 46°13′02.44″N 13°01′30.62″E | Udine                        | Friuli-Venezia Giulia        | Nord-est                |
| Marlengo                                       | Parcines                                       | Lagundo                                        | Lana                                           | 46°38′30.62″N 11°05′35.5″E  | Bolzano/Bozen                | Trentino-Alto Adige/Südtirol | Nord-est                |
| Selva di Val Gardena                           | Corvara in Badia                               | San Martino in Badia                           | Badia                                          | 46°35′40.5″N 11°50′53.58″E  | Bolzano/Bozen                | Trentino-Alto Adige/Südtirol | Nord-est                |
| Calceranica al Lago                            | Caldonazzo                                     | Pergine Valsugana                              | Altopiano della Vigolana                       | 46°00′37.27″N 11°14′13.44″E | Trento                       | Trentino-Alto Adige/Südtirol | Nord-est                |
| Castello Tesino                                | Cinte Tesino                                   | Scurelle                                       | Pieve Tesino                                   | 46°10′30.28″N 11°33′01.67″E | Trento                       | Trentino-Alto Adige/Südtirol | Nord-est                |
| Cimone                                         | Cavedine                                       | Villa Lagarina                                 | Trento                                         | 45°58′53.55″N 11°02′08.45″E | Trento                       | Trentino-Alto Adige/Südtirol | Nord-est                |
| Levico Terme                                   | Novaledo                                       | Frassilongo                                    | Pergine Valsugana                              | 46°03′00.04″N 11°20′03.98″E | Trento                       | Trentino-Alto Adige/Südtirol | Nord-est                |
| Strembo                                        | Spiazzo                                        | Massimeno                                      | Valdaone                                       | 46°08′55.24″N 10°35′31.82″E | Trento                       | Trentino-Alto Adige/Südtirol | Nord-est                |
| Calalzo di Cadore                              | Vodo Cadore                                    | San Vito di Cadore                             | Borca di Cadore                                | 46°27′06.63″N 12°15′42.56″E | Belluno                      | Veneto                       | Nord-est                |
| Sospirolo                                      | Gosaldo                                        | Rivamonte Agordino                             | Sedico                                         | 46°13′06.51″N 12°03′19.74″E | Belluno                      | Veneto                       | Nord-est                |
| Vescovana                                      | Granze                                         | Sant'Urbano                                    | Villa Estense                                  | 45°08′23.91″N 11°41′20.06″E | Padova                       | Veneto                       | Nord-est                |
| Cimadolmo                                      | Spresiano                                      | Santa Lucia di Piave                           | Mareno di Piave                                | 45°47′16.72″N 12°18′48.46″E | Treviso                      | Veneto                       | Nord-est                |
| Maserada sul Piave                             | Ponte di Piave                                 | Ormelle                                        | Breda di Piave                                 | 45°44′28.55″N 12°23′44.14″E | Treviso                      | Veneto                       | Nord-est                |
| Nervesa della Battaglia                        | Spresiano                                      | Santa Lucia di Piave                           | Susegana                                       | 45°48′25.94″N 12°16′46.77″E | Treviso                      | Veneto                       | Nord-est                |
| Crespadoro                                     | Recoaro Terme                                  | Altissimo                                      | Valdagno                                       | 45°39′25.61″N 11°13′37.85″E | Vicenza                      | Veneto                       | Nord-est                |
| Isola Vicentina                                | Cornedo Vicentino                              | Castelgomberto                                 | Malo                                           | 45°37′00.6″N 11°24′15.34″E  | Vicenza                      | Veneto                       | Nord-est                |
| Falvaterra                                     | Ceprano                                        | Arce                                           | San Giovanni Incarico                          | 41°31′13.48″N 13°32′37.79″E | Frosinone                    | Lazio                        | Centro                  |
| Ripi                                           | Veroli                                         | Boville Ernica                                 | Torrice                                        | 41°38′10.87″N 13°25′47.76″E | Frosinone                    | Lazio                        | Centro                  |
| Borgo Velino                                   | Petrella Salto                                 | Antrodoco                                      | Fiamignano                                     | 42°21′36.56″N 13°05′08.74″E | Rieti                        | Lazio                        | Centro                  |
| Cittaducale                                    | Rieti                                          | Micigliano                                     | Castel Sant'Angelo                             | 42°26′45.99″N 12°59′38.74″E | Rieti                        | Lazio                        | Centro                  |
| Rocca Sinibalda                                | Monteleone Sabino                              | Torricella in Sabina                           | Poggio Moiano                                  | 42°13′36.62″N 12°54′53.56″E | Rieti                        | Lazio                        | Centro                  |
| Castel San Pietro Romano                       | Cave                                           | Rocca di Cave                                  | Palestrina                                     | 41°50′11.86″N 12°55′08.1″E  | Roma                         | Lazio                        | Centro                  |
| Ponzano Romano                                 | Civitella San Paolo                            | Sant'Oreste                                    | Nazzano                                        | 42°13′36.48″N 12°33′37.53″E | Roma                         | Lazio                        | Centro                  |
| Latera                                         | Gradoli                                        | Valentano                                      | Capodimonte                                    | 42°35′36.35″N 11°50′17.12″E | Viterbo                      | Lazio                        | Centro                  |
| Pollenza                                       | Tolentino                                      | Treia                                          | San Severino Marche                            | 43°15′48.12″N 13°17′03.32″E | Macerata                     | Marche                       | Centro                  |
| Tolentino                                      | Petriolo                                       | Urbisaglia                                     | Corridonia                                     | 43°13′43.16″N 13°25′35.41″E | Macerata                     | Marche                       | Centro                  |
| Tavoleto                                       | Mercatino Conca                                | Sassocorvaro Auditore                          | Monte Cerignone                                | 43°50′46.53″N 12°30′39.22″E | Pesaro e Urbino              | Marche                       | Centro                  |
| Sinalunga                                      | Rapolano Terme                                 | Trequanda                                      | Asciano                                        | 43°13′35.28″N 11°40′21.96″E | Siena                        | Toscana                      | Centro                  |
| Carapelle Calvisio                             | Navelli                                        | Capestrano                                     | Castelvecchio Calvisio                         | 42°16′38.88″N 13°43′06.16″E | L'Aquila                     | Abruzzo                      | Sud                     |
| Castelvecchio Calvisio                         | Carapelle Calvisio                             | Santo Stefano di Sessanio                      | Calascio                                       | 42°23′19.29″N 13°39′55.05″E | L'Aquila                     | Abruzzo                      | Sud                     |
| Prezza                                         | Anversa degli Abruzzi                          | Bugnara                                        | Cocullo                                        | 42°01′53.61″N 13°49′22.08″E | L'Aquila                     | Abruzzo                      | Sud                     |
| Trasacco                                       | Celano                                         | Luco dei Marsi                                 | Avezzano                                       | 41°59′41.16″N 13°30′37.91″E | L'Aquila                     | Abruzzo                      | Sud                     |
| Caraffa di Catanzaro                           | Cortale                                        | San Floro                                      | Maida                                          | 38°51′48.44″N 16°28′09.71″E | Catanzaro                    | Calabria                     | Sud                     |
| Cardinale                                      | Davoli                                         | Satriano                                       | San Sostene                                    | 38°36′42.52″N 16°24′55.04″E | Catanzaro                    | Calabria                     | Sud                     |
| Lappano                                        | Celico                                         | Rovito                                         | San Pietro in Guarano                          | 39°20′02.2″N 16°22′11.05″E  | Cosenza                      | Calabria                     | Sud                     |
| Malito                                         | Dipignano                                      | Domanico                                       | Paterno Calabro                                | 39°11′45.84″N 16°14′11.34″E | Cosenza                      | Calabria                     | Sud                     |
| San Lucido                                     | San Fili                                       | Marano Principato                              | Rende                                          | 39°17′55.7″N 16°07′52.16″E  | Cosenza                      | Calabria                     | Sud                     |
| San Sosti                                      | Grisolia                                       | Buonvicino                                     | Mottafollone                                   | 39°40′53.71″N 15°56′58.81″E | Cosenza                      | Calabria                     | Sud                     |
| Candida                                        | Lapio                                          | Parolise                                       | Montefalcione                                  | 40°57′18.68″N 14°53′49.65″E | Avellino                     | Campania                     | Sud                     |
| Caposele                                       | Lioni                                          | Bagnoli Irpino                                 | Calabritto                                     | 40°48′52.33″N 15°09′39.64″E | Avellino                     | Campania                     | Sud                     |
| Trevico                                        | Carife                                         | San Nicola Baronia                             | Castel Baronia                                 | 41°02′25.53″N 15°12′33.22″E | Avellino                     | Campania                     | Sud                     |
| Casagiove                                      | Recale                                         | Casapulla                                      | Macerata Campania                              | 41°04′08.43″N 14°17′57.52″E | Caserta                      | Campania                     | Sud                     |
| Casagiove                                      | San Nicola la Strada                           | Recale                                         | Caserta                                        | 41°03′47.23″N 14°18′42.79″E | Caserta                      | Campania                     | Sud                     |
| San Marco Evangelista                          | Marcianise                                     | Capodrise                                      | San Nicola la Strada                           | 41°02′14.02″N 14°19′29.17″E | Caserta                      | Campania                     | Sud                     |
| Valle Agricola                                 | Raviscanina                                    | San Gregorio Matese                            | Sant'Angelo d'Alife                            | 41°24′26.04″N 14°17′05.45″E | Caserta                      | Campania                     | Sud                     |
| Boscotrecase                                   | Ottaviano                                      | Torre del Greco                                | Trecase                                        | 40°49′16.91″N 14°25′34.79″E | Napoli                       | Campania                     | Sud                     |
| Campomarino                                    | Guglionesi                                     | Termoli                                        | Portocannone                                   | 41°55′33.93″N 14°59′22.54″E | Campobasso                   | Molise                       | Sud                     |
| Arnesano                                       | Leverano                                       | Carmiano                                       | Copertino                                      | 40°18′59.3″N 18°01′27.03″E  | Lecce                        | Puglia                       | Sud                     |
| Talana                                         | Triei                                          | Urzulei                                        | Baunei                                         | 40°02′48.53″N 9°32′53.87″E  | Nuoro                        | Sardegna                     | Isole                   |
| Albagiara                                      | Ales                                           | Usellus                                        | Gonnosnò                                       | 39°46′44.55″N 8°51′11.9″E   | Oristano                     | Sardegna                     | Isole                   |
| Marrubiu                                       | Ales                                           | Morgongiori                                    | Santa Giusta                                   | 39°47′53.63″N 8°44′30.04″E  | Oristano                     | Sardegna                     | Isole                   |
| Pau                                            | Ales                                           | Santa Giusta                                   | Palmas Arborea                                 | 39°48′24.62″N 8°44′46.66″E  | Oristano                     | Sardegna                     | Isole                   |
| Sedilo                                         | Ghilarza                                       | Bidonì                                         | Sorradile                                      | 40°08′03.73″N 8°54′38.8″E   | Oristano                     | Sardegna                     | Isole                   |
| Villaurbana                                    | Siamanna                                       | Ruinas                                         | Allai                                          | 39°55′02.54″N 8°50′25.51″E  | Oristano                     | Sardegna                     | Isole                   |
| Serrenti                                       | Samassi                                        | Furtei                                         | Sanluri                                        | 39°32′19.91″N 8°55′34.65″E  | Sud Sardegna                 | Sardegna                     | Isole                   |
| Castiglione di Sicilia                         | Piedimonte Etneo                               | Linguaglossa                                   | Sant'Alfio                                     | 37°45′53.61″N 15°01′00.97″E | Catania                      | Sicilia                      | Isole                   |
| Forza d'Agrò                                   | Casalvecchio Siculo                            | Sant'Alessio Siculo                            | Savoca                                         | 37°56′17.69″N 15°19′08.07″E | Messina                      | Sicilia                      | Isole                   |
| San Piero Patti                                | Patti                                          | Montalbano Elicona                             | Librizzi                                       | 38°04′19.31″N 15°00′38.19″E | Messina                      | Sicilia                      | Isole                   |
| Ucria                                          | Tortorici                                      | Castell'Umberto                                | Sinagra                                        | 38°03′30.36″N 14°50′55.04″E | Messina                      | Sicilia                      | Isole                   |

#### Casi degni di nota
La quadruplice frontiera tra i territori comunali di Tavoleto, Mercatino Conca, Sassocorvaro Auditore e Monte Cerignone in provincia di Pesaro e Urbino nelle Marche interessa due exclavi, uno appartenente al territorio comunale di Tavoleto e uno a quello di Monte Cerignone.
La quadruplice frontiera tra i territori comunali di Calascio, Castelvecchio Calvisio, Santo Stefano di Sessanio e Carapelle Calvisio in provincia dell'Aquila in Abruzzo, interessa due exclavi, uno appartenente al territorio comunale di Castelvecchio Calvisio e uno a quello di Carapelle Calvisio.
La quadruplice frontiera tra i territori comunali di Triei, Talana, Urzulei e Baunei in provincia di Nuoro in Sardegna cade sul confine con un'exclave del comune di Triei.
La quadruplice frontiera tra i territori comunali di Ghilarza, Sedilo, Bidonì e Sorradile in provincia di Oristano in Sardegna cade sul confine con un'exclave del comune di Ghilarza.
Il comune di Chiusano d'Asti confina, alla quadruplice frontiera, con una sua stessa exclave.
Il territorio comunale di Bronte circonda completamente il territorio comunale di Maletto, insistendo per 2 volte sullo stesso punto.
Negli ultimi due casi elencati, i territori comunali coinvolti nella relativa quadruplice frontiera sono 3 invece che 4 (vedi tabella).
| Comuni interessati dalla quadruplice frontiera | Comuni interessati dalla quadruplice frontiera | Comuni interessati dalla quadruplice frontiera | Comuni interessati dalla quadruplice frontiera | Coordinate                  | Provincia | Regione  | Ripartizione Geografica |
| ---------------------------------------------- | ---------------------------------------------- | ---------------------------------------------- | ---------------------------------------------- | --------------------------- | --------- | -------- | ----------------------- |
| Chiusano d'Asti (territorio principale)        | Chiusano d'Asti (exclave)                      | Cinaglio                                       | Montechiaro d'Asti                             | 44°59′09.76″N 8°06′32.29″E  | Asti      | Piemonte | Nord-ovest              |
| Bronte                                         | Bronte                                         | Maletto                                        | Adrano                                         | 37°45′04.45″N 14°59′39.74″E | Catania   | Sicilia  | Isole                   |

### Quadruplici frontiere interprovinciali
Le 33 quadruplici frontiere della seguente tabella si trovano al confine tra 4 comuni appartenenti alla stessa Regione, ma ad almeno 2 provincie diverse. 
L'unico caso elencato di una quadruplice frontiera sul confine tra 3 provincie diverse si ha tra i comuni di Torre Pallavicina (BG), Roccafranca (BS), Soncino (CR) e Orzinuovi (BS) in Lombardia. Tutte le altre frontiere elencate cadono tra 2 sole provincie diverse.
| Comuni interessati dalla quadruplice frontiera | Comuni interessati dalla quadruplice frontiera | Comuni interessati dalla quadruplice frontiera | Comuni interessati dalla quadruplice frontiera | Comuni interessati dalla quadruplice frontiera | Comuni interessati dalla quadruplice frontiera | Comuni interessati dalla quadruplice frontiera | Comuni interessati dalla quadruplice frontiera | Coordinate                  | Regione               | Ripartizione Geografica |
| Comune                                         | Provincia                                      | Comune                                         | Provincia                                      | Comune                                         | Provincia                                      | Comune                                         | Provincia                                      | Coordinate                  | Regione               | Ripartizione Geografica |
| ---------------------------------------------- | ---------------------------------------------- | ---------------------------------------------- | ---------------------------------------------- | ---------------------------------------------- | ---------------------------------------------- | ---------------------------------------------- | ---------------------------------------------- | --------------------------- | --------------------- | ----------------------- |
| Ranzo                                          | Imperia                                        | Nasino                                         | Savona                                         | Aquila d'Arroscia                              | Imperia                                        | Onzo                                           | Savona                                         | 44°05′45.03″N 8°01′40.38″E  | Liguria               | Nord-ovest              |
| Torre Pallavicina                              | Bergamo                                        | Roccafranca                                    | Brescia                                        | Soncino                                        | Cremona                                        | Orzinuovi                                      | Brescia                                        | 45°25′38.21″N 9°53′22.42″E  | Lombardia             | Nord-ovest              |
| Brivio                                         | Lecco                                          | Pontida                                        | Bergamo                                        | Calco                                          | Lecco                                          | Villa d'Adda                                   | Bergamo                                        | 45°43′53.17″N 9°26′50.05″E  | Lombardia             | Nord-ovest              |
| Crespiatica                                    | Lodi                                           | Chieve                                         | Cremona                                        | Bagnolo Cremasco                               | Cremona                                        | Abbadia Cerreto                                | Lodi                                           | 45°20′23.66″N 9°35′47.93″E  | Lombardia             | Nord-ovest              |
| Piantedo                                       | Sondrio                                        | Delebio                                        | Sondrio                                        | Pagnona                                        | Lecco                                          | Colico                                         | Lecco                                          | 46°05′41″N 9°24′54.15″E     | Lombardia             | Nord-ovest              |
| Remedello                                      | Brescia                                        | Gambara                                        | Brescia                                        | Asola                                          | Mantova                                        | Fiesse                                         | Brescia                                        | 45°14′46″N 10°21′43.15″E    | Lombardia             | Nord-ovest              |
| Lauriano                                       | Torino                                         | Moransengo-Tonengo                             | Asti                                           | Aramengo                                       | Asti                                           | Casalborgone                                   | Torino                                         | 45°07′25.79″N 7°58′49″E     | Piemonte              | Nord-ovest              |
| Pila                                           | Vercelli                                       | Piode                                          | Vercelli                                       | Campertogno                                    | Biella                                         | Scopello                                       | Vercelli                                       | 45°46′44.87″N 8°03′33.31″E  | Piemonte              | Nord-ovest              |
| Villareggia                                    | Torino                                         | Mazzè                                          | Torino                                         | Moncrivello                                    | Vercelli                                       | Vische                                         | Torino                                         | 45°18′48.5″N 7°57′07.35″E   | Piemonte              | Nord-ovest              |
| Villareggia                                    | Torino                                         | Rondissone                                     | Torino                                         | Cigliano                                       | Vercelli                                       | Mazzè                                          | Torino                                         | 45°15′41.47″N 7°58′47.91″E  | Piemonte              | Nord-ovest              |
| Lizzano in Belvedere                           | Bologna                                        | Montese                                        | Modena                                         | Sestola                                        | Modena                                         | Fanano                                         | Modena                                         | 44°13′55.78″N 10°51′40.27″E | Emilia-Romagna        | Nord-est                |
| Dignano                                        | Udine                                          | Spilimbergo                                    | Pordenone                                      | San Giorgio della Richinvelda                  | Pordenone                                      | Flaibano                                       | Udine                                          | 46°03′38.18″N 12°55′04.8″E  | Friuli-Venezia Giulia | Nord-est                |
| Vito d'Asio                                    | Pordenone                                      | Verzegnis                                      | Udine                                          | Preone                                         | Udine                                          | Tramonti di Sotto                              | Pordenone                                      | 46°20′03.69″N 12°54′24.05″E | Friuli-Venezia Giulia | Nord-est                |
| Santa Giustina in Colle                        | Padova                                         | Castelfranco Veneto                            | Treviso                                        | San Martino di Lupari                          | Padova                                         | Loreggia                                       | Padova                                         | 45°36′47.01″N 11°53′53.58″E | Veneto                | Nord-est                |
| Pelago                                         | Firenze                                        | Pratovecchio Stia                              | Arezzo                                         | Rufina                                         | Firenze                                        | Montemignaio                                   | Arezzo                                         | 43°47′14.52″N 11°36′13.54″E | Toscana               | Centro                  |
| Pomarance                                      | Pisa                                           | Castelnuovo di Val di Cecina                   | Pisa                                           | Casole d'Elsa                                  | Siena                                          | Volterra                                       | Pisa                                           | 43°18′07.4″N 10°57′07.59″E  | Toscana               | Centro                  |
| Carpineto della Nora                           | Pescara                                        | Ofena                                          | L'Aquila                                       | Villa Celiera                                  | Pescara                                        | Civitella Casanova                             | Pescara                                        | 42°22′05.91″N 13°48′46.17″E | Abruzzo               | Sud                     |
| Castel del Monte                               | L'Aquila                                       | Farindola                                      | Pescara                                        | Ofena                                          | L'Aquila                                       | Villa Celiera                                  | Pescara                                        | 42°22′20.9″N 13°48′33.55″E  | Abruzzo               | Sud                     |
| Corvara                                        | Pescara                                        | Capestrano                                     | L'Aquila                                       | Bussi sul Tirino                               | Pescara                                        | Pescosansonesco                                | Pescara                                        | 42°15′23.32″N 13°50′32.82″E | Abruzzo               | Sud                     |
| Isola del Gran Sasso d'Italia                  | Teramo                                         | Castelli                                       | Teramo                                         | Calascio                                       | L'Aquila                                       | Castelvecchio Calvisio                         | L'Aquila                                       | 42°26′32.28″N 13°40′58.97″E | Abruzzo               | Sud                     |
| Sulmona                                        | L'Aquila                                       | Pratola Peligna                                | L'Aquila                                       | Salle                                          | Pescara                                        | Caramanico Terme                               | Pescara                                        | 42°07′11.51″N 13°56′22.99″E | Abruzzo               | Sud                     |
| Agerola                                        | Napoli                                         | Scala                                          | Salerno                                        | Gragnano                                       | Napoli                                         | Pimonte                                        | Napoli                                         | 40°40′04.53″N 14°33′18.66″E | Campania              | Sud                     |
| Campagna                                       | Salerno                                        | Acerno                                         | Salerno                                        | Senerchia                                      | Avellino                                       | Calabritto                                     | Avellino                                       | 40°43′58.12″N 15°08′44.57″E | Campania              | Sud                     |
| Lauro                                          | Avellino                                       | Palma Campania                                 | Napoli                                         | Carbonara di Nola                              | Napoli                                         | Domicella                                      | Avellino                                       | 40°51′24.49″N 14°35′46.74″E | Campania              | Sud                     |
| Montefusco                                     | Avellino                                       | San Martino Sannita                            | Benevento                                      | San Nicola Manfredi                            | Benevento                                      | Torrioni                                       | Avellino                                       | 41°02′06.21″N 14°49′45.44″E | Campania              | Sud                     |
| Piana di Monte Verna                           | Caserta                                        | Caiazzo                                        | Caserta                                        | Castel Morrone                                 | Caserta                                        | Limatola                                       | Benevento                                      | 41°09′07.56″N 14°21′07.22″E | Campania              | Sud                     |
| Roccarainola                                   | Napoli                                         | Cervinara                                      | Avellino                                       | Rotondi                                        | Avellino                                       | Avella                                         | Avellino                                       | 41°00′15.73″N 14°34′26.8″E  | Campania              | Sud                     |
| Scafati                                        | Salerno                                        | Pompei                                         | Napoli                                         | Sant'Antonio Abate                             | Napoli                                         | Santa Maria la Carità                          | Napoli                                         | 40°44′04.42″N 14°31′13.5″E  | Campania              | Sud                     |
| Sperone                                        | Avellino                                       | San Martino Valle Caudina                      | Avellino                                       | Avella                                         | Avellino                                       | Pannarano                                      | Benevento                                      | 40°58′54.02″N 14°40′47.21″E | Campania              | Sud                     |
| Neoneli                                        | Oristano                                       | Ortueri                                        | Nuoro                                          | Austis                                         | Nuoro                                          | Sorgono                                        | Nuoro                                          | 40°02′15.65″N 9°01′35.64″E  | Sardegna              | Isole                   |
| Perdasdefogu                                   | Nuoro                                          | Escalaplano                                    | Sud Sardegna                                   | Ballao                                         | Sud Sardegna                                   | Villaputzu                                     | Sud Sardegna                                   | 39°37′01.97″N 9°25′00.17″E  | Sardegna              | Isole                   |
| Teulada                                        | Sud Sardegna                                   | Pula                                           | Cagliari                                       | Santadi                                        | Sud Sardegna                                   | Domus de Maria                                 | Sud Sardegna                                   | 39°02′50.54″N 8°49′54.8″E   | Sardegna              | Isole                   |
| Turri                                          | Sud Sardegna                                   | Baradili                                       | Oristano                                       | Baressa                                        | Oristano                                       | Ussaramanna                                    | Sud Sardegna                                   | 39°42′32.93″N 8°53′37.13″E  | Sardegna              | Isole                   |

#### Casi degni di nota
La quadruplice frontiera tra i territori comunali di Castelnuovo di Val di Cecina (PI), Casole d'Elsa (SI), Volterra (PI) e Pomarance (PI), cade sul confine con un'exclave del comune di Castelnuovo di Val di Cecina (PI).
La quadruplice frontiera tra i territori comunali di Ofena (AQ), Farindola (PE), Castel del Monte (AQ) e Villa Celiera (PE), cade sul confine con un'exclave del comune di Ofena (AQ). La stessa exclave di Ofena (AQ) fa parte della quadruplice frontiera tra Ofena (AQ), Villa Celiera (PE), Civitella Casanova (PE) e Carpineto della Nora (PE).
La quadruplice frontiera tra i territori comunali di Calascio (AQ), Castelvecchio Calvisio (AQ), Isola del Gran Sasso d'Italia (TE) e Castelli (TE), cade sul confine con un'exclave del comune di Calascio (AQ).

### Quadruplici frontiere interregionali
Le 5 quadruplici frontiere della seguente tabella si trovano al confine tra 4 comuni appartenenti alla stessa Ripartizione geografica, ma a 2 Regioni diverse. 
| Comuni interessati dalla quadruplice frontiera | Comuni interessati dalla quadruplice frontiera | Comuni interessati dalla quadruplice frontiera | Comuni interessati dalla quadruplice frontiera | Comuni interessati dalla quadruplice frontiera | Comuni interessati dalla quadruplice frontiera | Comuni interessati dalla quadruplice frontiera | Comuni interessati dalla quadruplice frontiera | Comuni interessati dalla quadruplice frontiera | Comuni interessati dalla quadruplice frontiera | Comuni interessati dalla quadruplice frontiera | Comuni interessati dalla quadruplice frontiera | Coordinate                  | Ripartizione Geografica |
| Comune                                         | Provincia                                      | Regione                                        | Comune                                         | Provincia                                      | Regione                                        | Comune                                         | Provincia                                      | Regione                                        | Comune                                         | Provincia                                      | Regione                                        | Coordinate                  | Ripartizione Geografica |
| ---------------------------------------------- | ---------------------------------------------- | ---------------------------------------------- | ---------------------------------------------- | ---------------------------------------------- | ---------------------------------------------- | ---------------------------------------------- | ---------------------------------------------- | ---------------------------------------------- | ---------------------------------------------- | ---------------------------------------------- | ---------------------------------------------- | --------------------------- | ----------------------- |
| Caneva                                         | Pordenone                                      | Friuli-Venezia Giulia                          | Fregona                                        | Treviso                                        | Veneto                                         | Sarmede                                        | Treviso                                        | Veneto                                         | Cordignano                                     | Treviso                                        | Veneto                                         | 46°01′12.06″N 12°24′53.91″E | Nord-est                |
| Oggebbio                                       | Verbano-Cusio-Ossola                           | Piemonte                                       | Porto Valtravaglia                             | Varese                                         | Lombardia                                      | Castelveccana                                  | Varese                                         | Lombardia                                      | Ghiffa                                         | Verbano-Cusio-Ossola                           | Piemonte                                       | 45°57′57.79″N 8°39′14.89″E  | Nord-ovest              |
| Bomarzo                                        | Viterbo                                        | Lazio                                          | Bassano in Teverina                            | Viterbo                                        | Lazio                                          | Giove                                          | Terni                                          | Umbria                                         | Attigliano                                     | Terni                                          | Umbria                                         | 42°29′15.06″N 12°17′59.56″E | Centro                  |
| Ruvo del Monte                                 | Potenza                                        | Basilicata                                     | Rionero in Vulture                             | Potenza                                        | Basilicata                                     | Atella                                         | Potenza                                        | Basilicata                                     | Calitri                                        | Avellino                                       | Campania                                       | 40°55′11.05″N 15°32′05.68″E | Sud                     |
| Zungoli                                        | Avellino                                       | Campania                                       | Anzano di Puglia                               | Foggia                                         | Puglia                                         | Monteleone di Puglia                           | Foggia                                         | Puglia                                         | San Sossio Baronia                             | Avellino                                       | Campania                                       | 41°07′11.06″N 15°14′20.58″E | Sud                     |

#### Casi degni di nota
La quadruplice frontiera tra i territori comunali di Bomarzo (VT), Bassano in Teverina (VT), Giove (TR) e Attigliano (TR), cade sul confine con un'exclave del comune di Attigliano (TR).

### Quadruplici frontiere tra Ripartizioni Geografiche
Le 4 quadruplici frontiere della seguente tabella si trovano al confine tra 4 comuni appartenenti a 2 Ripartizioni Geografiche diverse. 
| Comuni interessati dalla quadruplice frontiera | Comuni interessati dalla quadruplice frontiera | Comuni interessati dalla quadruplice frontiera | Comuni interessati dalla quadruplice frontiera | Comuni interessati dalla quadruplice frontiera | Comuni interessati dalla quadruplice frontiera | Comuni interessati dalla quadruplice frontiera | Comuni interessati dalla quadruplice frontiera | Comuni interessati dalla quadruplice frontiera | Comuni interessati dalla quadruplice frontiera | Comuni interessati dalla quadruplice frontiera | Comuni interessati dalla quadruplice frontiera | Comuni interessati dalla quadruplice frontiera | Comuni interessati dalla quadruplice frontiera | Comuni interessati dalla quadruplice frontiera | Comuni interessati dalla quadruplice frontiera | Coordinate                  |
| Comune                                         | Provincia                                      | Regione                                        | Ripartizione Geografica                        | Comune                                         | Provincia                                      | Regione                                        | Ripartizione Geografica                        | Comune                                         | Provincia                                      | Regione                                        | Ripartizione Geografica                        | Comune                                         | Provincia                                      | Regione                                        | Ripartizione Geografica                        | Coordinate                  |
| ---------------------------------------------- | ---------------------------------------------- | ---------------------------------------------- | ---------------------------------------------- | ---------------------------------------------- | ---------------------------------------------- | ---------------------------------------------- | ---------------------------------------------- | ---------------------------------------------- | ---------------------------------------------- | ---------------------------------------------- | ---------------------------------------------- | ---------------------------------------------- | ---------------------------------------------- | ---------------------------------------------- | ---------------------------------------------- | --------------------------- |
| Martignana di Po                               | Cremona                                        | Lombardia                                      | Nord-ovest                                     | Sissa Trecasali                                | Parma                                          | Emilia-Romagna                                 | Nord-est                                       | Colorno                                        | Parma                                          | Emilia-Romagna                                 | Nord-est                                       | Gussola                                        | Cremona                                        | Lombardia                                      | Nord-ovest                                     | 44°57′54.67″N 10°21′34.51″E |
| Spinadesco                                     | Cremona                                        | Lombardia                                      | Nord-ovest                                     | Monticelli d'Ongina                            | Piacenza                                       | Emilia-Romagna                                 | Nord-est                                       | Cremona                                        | Cremona                                        | Lombardia                                      | Nord-ovest                                     | Castelvetro Piacentino                         | Piacenza                                       | Emilia-Romagna                                 | Nord-est                                       | 45°07′38.9″N 9°57′59.09″E   |
| Tignale                                        | Brescia                                        | Lombardia                                      | Nord-ovest                                     | Malcesine                                      | Verona                                         | Veneto                                         | Nord-est                                       | Tremosine sul Garda                            | Brescia                                        | Lombardia                                      | Nord-ovest                                     | Brenzone sul Garda                             | Verona                                         | Veneto                                         | Nord-est                                       | 45°44′26.63″N 10°45′46.88″E |
| Montereale                                     | L'Aquila                                       | Abruzzo                                        | Sud                                            | Posta                                          | Rieti                                          | Lazio                                          | Centro                                         | Cittareale                                     | Rieti                                          | Lazio                                          | Centro                                         | Borbona                                        | Rieti                                          | Lazio                                          | Centro                                         | 42°32′24.17″N 13°09′21.35″E |

### Quadruplici frontiere internazionali
Le 4 quadruplici frontiere della seguente tabella si trovano al confine tra 4 comuni appartenenti a 2 nazioni diverse.
| Comuni interessati dalla quadruplice frontiera | Comuni interessati dalla quadruplice frontiera | Comuni interessati dalla quadruplice frontiera | Comuni interessati dalla quadruplice frontiera | Comuni interessati dalla quadruplice frontiera | Comuni interessati dalla quadruplice frontiera | Comuni interessati dalla quadruplice frontiera | Comuni interessati dalla quadruplice frontiera | Comuni interessati dalla quadruplice frontiera | Comuni interessati dalla quadruplice frontiera | Comuni interessati dalla quadruplice frontiera | Comuni interessati dalla quadruplice frontiera | Comuni interessati dalla quadruplice frontiera | Comuni interessati dalla quadruplice frontiera | Comuni interessati dalla quadruplice frontiera | Comuni interessati dalla quadruplice frontiera | Comuni interessati dalla quadruplice frontiera | Comuni interessati dalla quadruplice frontiera | Comuni interessati dalla quadruplice frontiera | Comuni interessati dalla quadruplice frontiera | Coordinate                  |
| Comune                                         | NUTS 3                                         | NUTS 2                                         | NUTS 1                                         | Nazione                                        | Comune                                         | NUTS 3                                         | NUTS 2                                         | NUTS 1                                         | Nazione                                        | Comune                                         | NUTS 3                                         | NUTS 2                                         | NUTS 1                                         | Nazione                                        | Comune                                         | NUTS 3                                         | NUTS 2                                         | NUTS 1                                         | Nazione                                        | Coordinate                  |
| ---------------------------------------------- | ---------------------------------------------- | ---------------------------------------------- | ---------------------------------------------- | ---------------------------------------------- | ---------------------------------------------- | ---------------------------------------------- | ---------------------------------------------- | ---------------------------------------------- | ---------------------------------------------- | ---------------------------------------------- | ---------------------------------------------- | ---------------------------------------------- | ---------------------------------------------- | ---------------------------------------------- | ---------------------------------------------- | ---------------------------------------------- | ---------------------------------------------- | ---------------------------------------------- | ---------------------------------------------- | --------------------------- |
| Sassofeltrio                                   | Rimini                                         | Emilia-Romagna                                 | Nord-Est                                       | Italia                                         | San Leo                                        | Rimini                                         | Emilia-Romagna                                 | Nord-Est                                       | Italia                                         | Verucchio                                      | Rimini                                         | Emilia-Romagna                                 | Nord-Est                                       | Italia                                         | Chiesanuova                                    | /                                              | /                                              | /                                              | San Marino                                     | 43°53′56.51″N 12°25′03.53″E |
| Faedis                                         | Udine                                          | Friuli-Venezia Giulia                          | Nord-Est                                       | Italia                                         | Torreano                                       | Udine                                          | Friuli-Venezia Giulia                          | Nord-Est                                       | Italia                                         | Pulfero                                        | Udine                                          | Friuli-Venezia Giulia                          | Nord-Est                                       | Italia                                         | Kobarid                                        | Goriška                                        | Primorska                                      | /                                              | Slovenia                                       | 46°12′21.79″N 13°25′24.09″E |
| Tubre                                          | Bolzano                                        | Trentino-Alto Adige                            | Nord-Est                                       | Italia                                         | Stelvio                                        | Bolzano                                        | Trentino-Alto Adige                            | Nord-Est                                       | Italia                                         | Prato allo Stelvio                             | Bolzano                                        | Trentino-Alto Adige                            | Nord-Est                                       | Italia                                         | Val Müstair                                    | Grigioni/Grisons/Graubünden                    | Svizzera orientale/Suisse orientale/Ostschweiz | /                                              | Svizzera                                       | 46°36′54.43″N 10°29′32.25″E |
| Maccagno con Pino e Veddasca                   | Varese                                         | Lombardia                                      | Nord-Ovest                                     | Italia                                         | Brissago                                       | Ticino/Tessin/Tessin                           | Svizzera orientale/Suisse orientale/Ostschweiz | /                                              | Svizzera                                       | Gambarogno                                     | Ticino/Tessin/Tessin                           | Svizzera orientale/Suisse orientale/Ostschweiz | /                                              | Svizzera                                       | Ronco sopra Ascona                             | Ticino/Tessin/Tessin                           | Svizzera orientale/Suisse orientale/Ostschweiz | /                                              | Svizzera                                       | 46°07′20.19″N 8°44′33.02″E  |

## Quintuplici frontiere tra territori comunali in Italia
Tutte le voci delle tabelle in questo paragrafo fanno riferimento a quintuplici frontiere tra comuni italiani.
| Comuni interessati dalla quintuplice frontiera | Comuni interessati dalla quintuplice frontiera | Comuni interessati dalla quintuplice frontiera | Comuni interessati dalla quintuplice frontiera | Comuni interessati dalla quintuplice frontiera | Coordinate                  | Provincia | Regione | Ripartizione Geografica |
| ---------------------------------------------- | ---------------------------------------------- | ---------------------------------------------- | ---------------------------------------------- | ---------------------------------------------- | --------------------------- | --------- | ------- | ----------------------- |
| Montefiascone                                  | Bolsena                                        | Gradoli                                        | Capodimonte                                    | San Lorenzo Nuovo                              | 42°35′40.24″N 11°57′03.29″E | Viterbo   | Lazio   | Centro                  |

## Ottuplici frontiere tra territori comunali in Italia
Tutte le voci delle tabelle in questo paragrafo fanno riferimento a ottuplici frontiere tra comuni italiani.
| Comuni interessati dall'ottuplice frontiera | Comuni interessati dall'ottuplice frontiera | Comuni interessati dall'ottuplice frontiera | Comuni interessati dall'ottuplice frontiera | Comuni interessati dall'ottuplice frontiera | Comuni interessati dall'ottuplice frontiera | Comuni interessati dall'ottuplice frontiera | Comuni interessati dall'ottuplice frontiera | Coordinate                  | Provincia | Regione | Ripartizione Geografica |
| ------------------------------------------- | ------------------------------------------- | ------------------------------------------- | ------------------------------------------- | ------------------------------------------- | ------------------------------------------- | ------------------------------------------- | ------------------------------------------- | --------------------------- | --------- | ------- | ----------------------- |
| Biancavilla                                 | Bronte                                      | Adrano                                      | Castiglione di Sicilia                      | Sant'Alfio                                  | Zafferana Etnea                             | Randazzo                                    | Belpasso                                    | 37°45′04.32″N 14°59′39.78″E | Catania   | Sicilia | Isole                   |